# براندان كووغان
براندان كووغان (بالإنجليزية: Brendan Coogan)‏ هو مذيع ومقدم تلفزيوني بريطاني، ولد في 17 يوليو 1970 في مانشستر في المملكة المتحدة.